# Cubisme tchécoslovaque

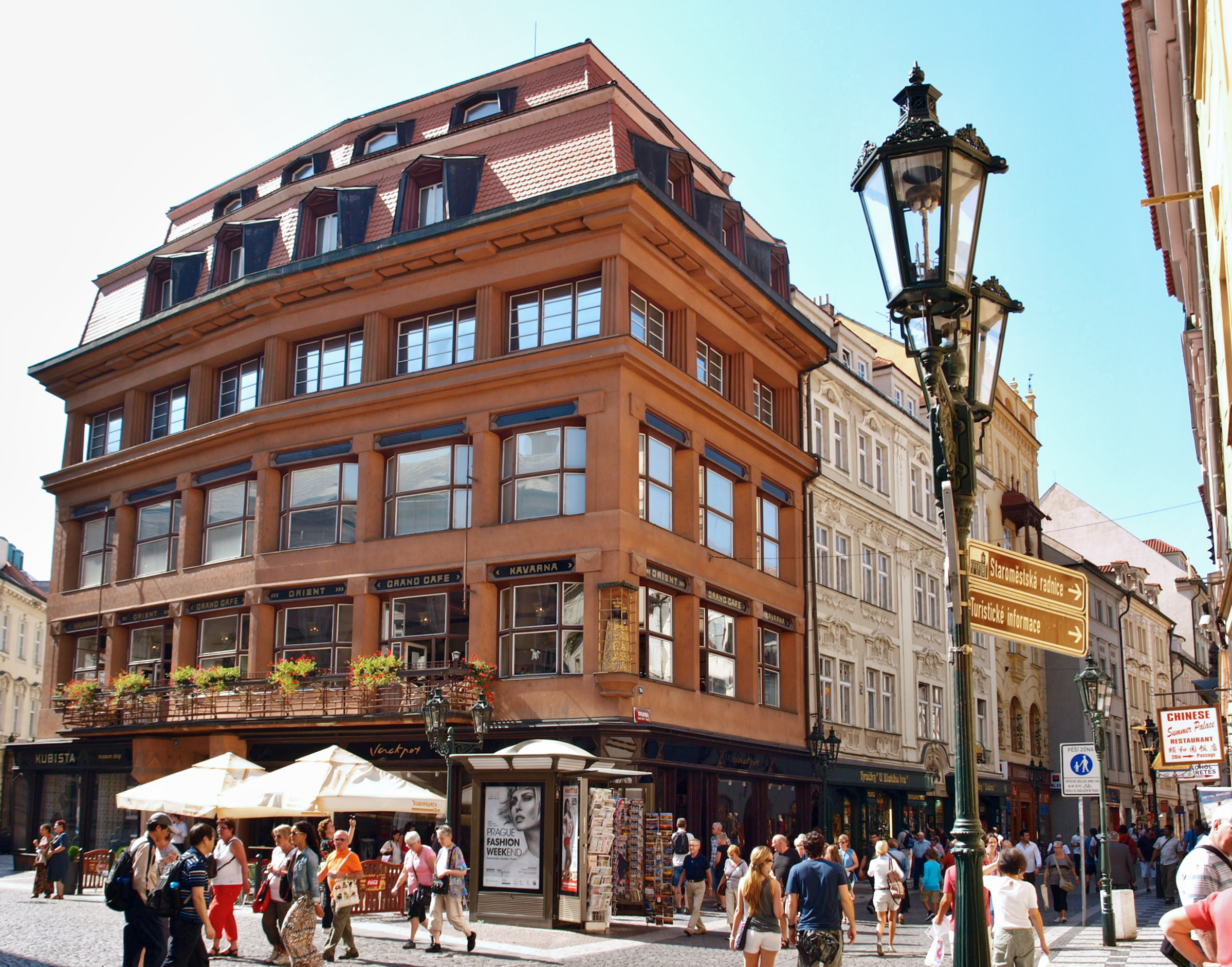
Maison à la Vierge noire, édifiée en 1912 par Josef Gočár.

Le cubisme tchécoslovaque est un mouvement d'avant-garde artistique, très actif en Tchécoslovaquie et surtout dans sa capitale, Prague, entre 1911 et le milieu des années 1920.
Il nait de l'émulation de Pablo Picasso et Georges Braque auprès d'une communauté artistique tchèque très présente dans le Paris de la Belle Époque, dont Alfons Mucha était le représentant le plus célèbre. František Kupka est l'un des fondateurs de l'abstraction artistique (plutôt que cubiste stricto sensu). Otto Gutfreund est parmi les premiers sculpteurs cubo-expressionniste, avec Úzkost créée vers 1912.
Les représentants les plus illustres du cubisme tchécoslovaque sont réunis au sein du Cercle artistique Mánes et d'Artěl, notamment les architectes Josef Gočár, Josef Chochol et Pavel Janák, les peintres Emil Filla, Antonín Procházka, et Josef Čapek, le sculpteur Otto Gutfreund.
Après la Première Guerre mondiale, ce mouvement évolue vers le rondocubisme, un « maniérisme » du cubisme en quelque sorte. Correspondant au cubo-futurisme russe, il lie aux formes cubistes pures que sont les prismes et les cubes, des formes géométriques plus douces : cylindres et sphères.

## Rejet de l'influence viennoise
Cette indéniable émulation francophile du cubisme parisien est aussi un rejet de l'avant-garde viennoise. Prague, à la fin du XIXe siècle, est une capitale provinciale de l'empire austro-hongrois et l'attraction de sa capitale devrait se faire sentir. Dans cette ville divisée ethniquement entre les Tchèques et une large minorité allemande qui tient le haut du pavé, l'art est un moyen pacifique pour exprimer des divergences politiques. Les communautés s'opposent alors sur le terrain musical et architectural, les Tchèques érigeant un splendide théâtre national tchèque néorenaissance, les Allemands répondant avec un Staatsoper néobaroque.
En ces débuts du XXe siècle, les nouvelles constructions entreprises en Bohême et en Slovaquie oscillent entre la Sécession viennoise, ce qui marque une allégeance envers le pouvoir impérial ou une appartenance à la minorité allemande ; ou, à l'opposé, l'Art nouveau et le cubisme qui permettent l'expression d'une résistance culturelle éclairée, sans verser dans l'expression rétrograde d'un folklore passéiste et panslave.

## Soutien au cubisme
Notons le rôle de pionnier joué par Vincenc Kramář (1877-1960) qui, dès 1911, fut l'un des premiers collectionneurs d'œuvres cubistes de Pablo Picasso et de Georges Braque, achetées auprès des marchands d'art Ambroise Vollard et Daniel-Henry Kahnweiler. Sa collection, léguée en 1960, peu avant sa mort, constitue aujourd'hui le noyau des collections d'art moderne de la Galerie nationale de Prague et a eu une influence profonde sur le développement du cubisme en Tchécoslovaquie. Il devient, de 1919 à 1939, directeur de la Galerie nationale (alors encore une association artistique parapublique) et poursuit, plus officiellement, son œuvre prosélite en faveur de l'art moderne.
Ce collectionneur et historien de l'art est l'auteur d'un des premiers ouvrages de référence sur le sujet, Kubismus (édité à Prague, en 1920). Le 22 juillet 1921, Daniel-Henry Kahnweiler écrit à Kramář, son client et ami : « je regrette seulement que, dans ce livre, où les noms Daniel Henry et Kahnweiler reviennent à chaque page, il n’y ait pas une ligne que je puisse comprendre. Je serais très heureux si on le traduisait dans une langue que je maîtrise. Je suis certain qu’il n’y pas de livre sur ces questions qui soit pour moi aussi intéressant et instructif que le vôtre. »

## Architecture cubiste
La Maison à la Vierge noire, édifiée en 1912 par Josef Gočár, peut revendiquer le titre de première construction cubiste. Destinée à abriter les grands magasins de Frantisek Josef Hechs, cette bâtisse héberge aujourd'hui le musée du cubisme tchèque, annexe de la Galerie nationale, ainsi qu’un café qui a retrouvé sa décoration cubiste initiale.
Un réverbère cubiste, dessiné par l’architecte Vlastislav Hofman, édifié en 1913, se trouve à proximité des jardins franciscains et témoigne de ce qui est peut-être le premier -sinon le seul - exemple de mobilier urbain cubiste.
Les façades de la maison "Diamant", construite en 1912 selon le projet d'Emil Králíček et sous la direction de M. Blecha, représentent les facettes d’un diamant. Cet immeuble est situé à l’angle des rues Spalená et Lazarská.

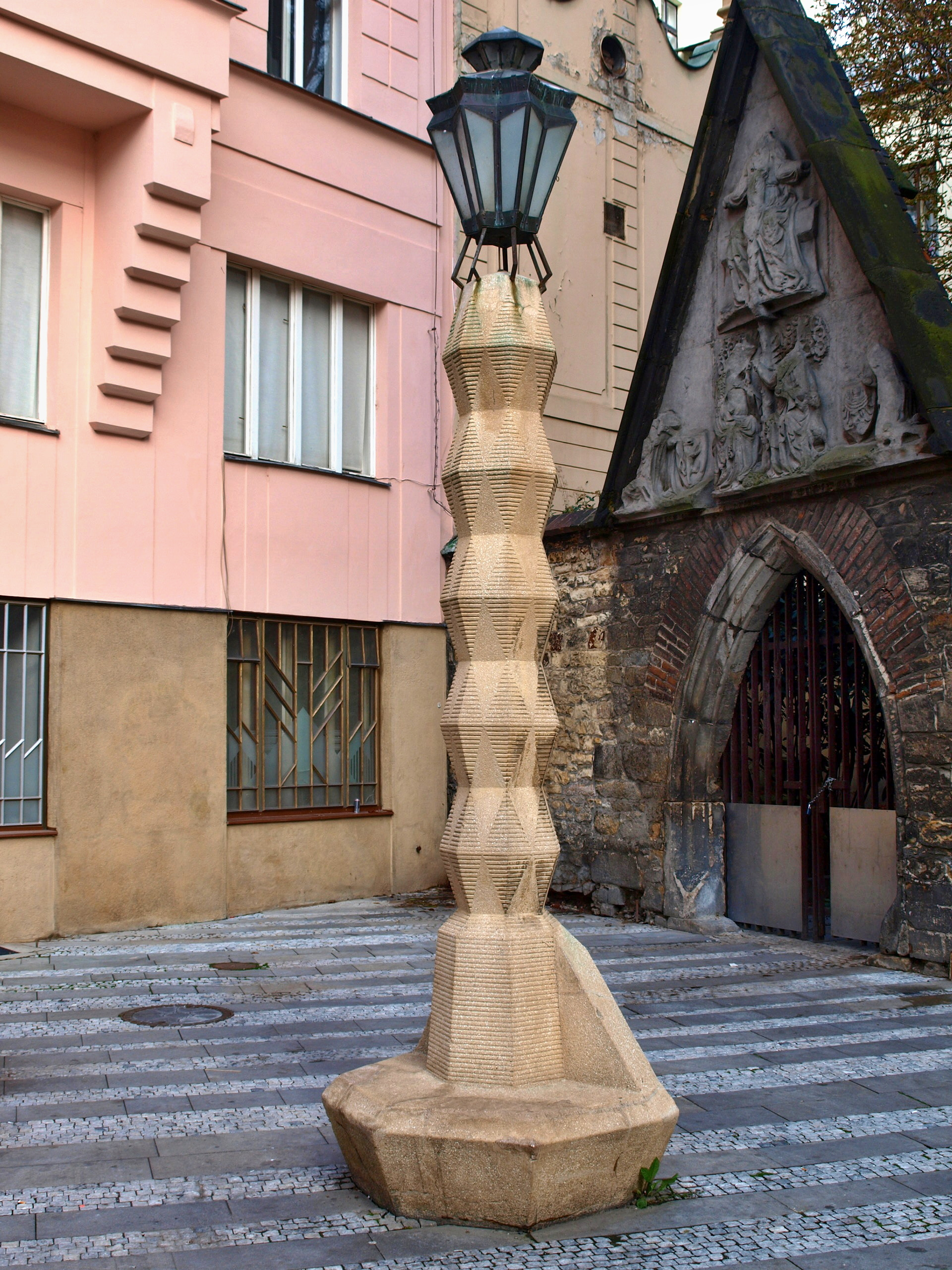
Réverbère cubiste de Vlastislav Hofman
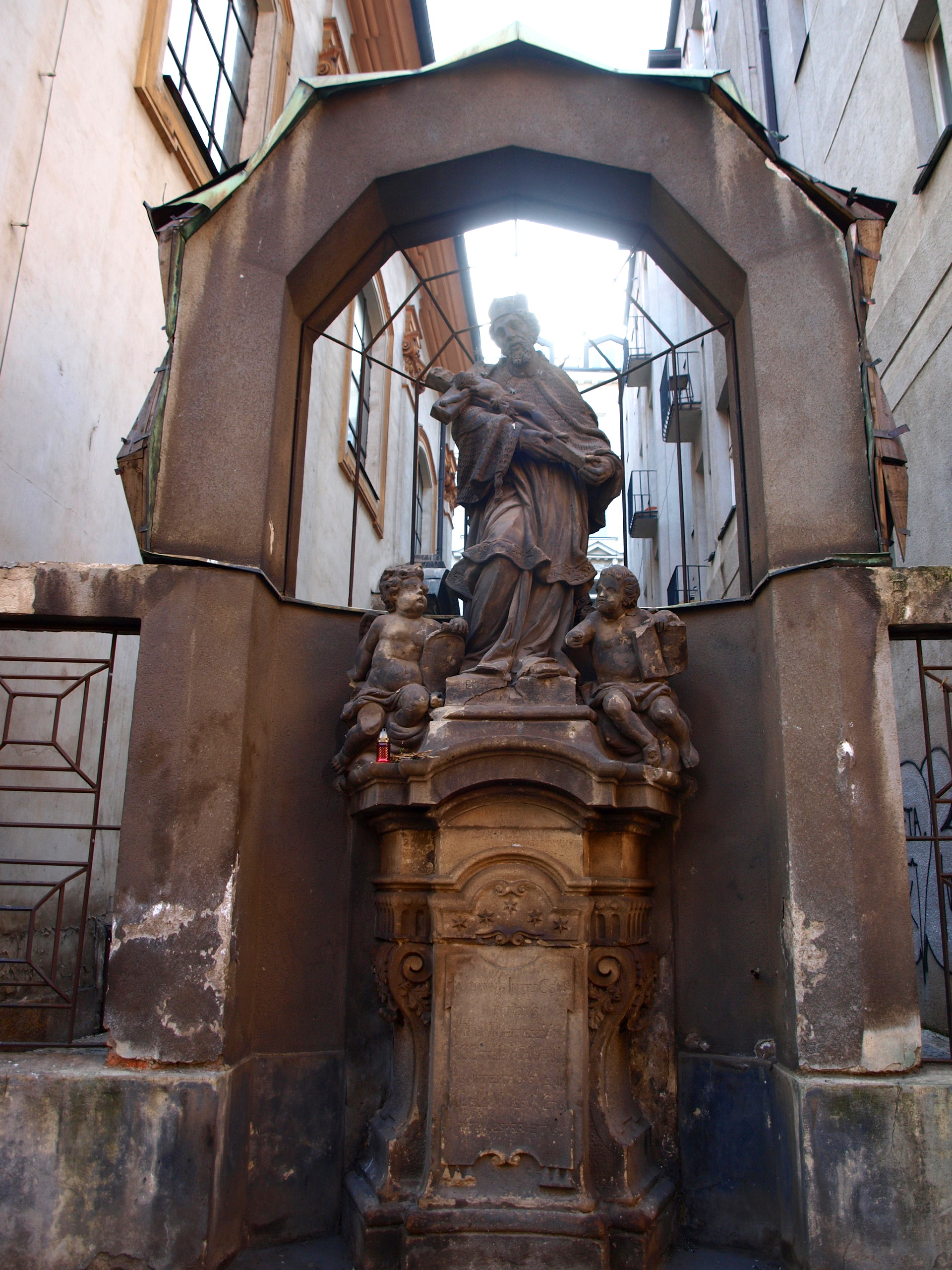
Maison "Diamant", portique entourant la statue baroque de saint Jean Népomucène
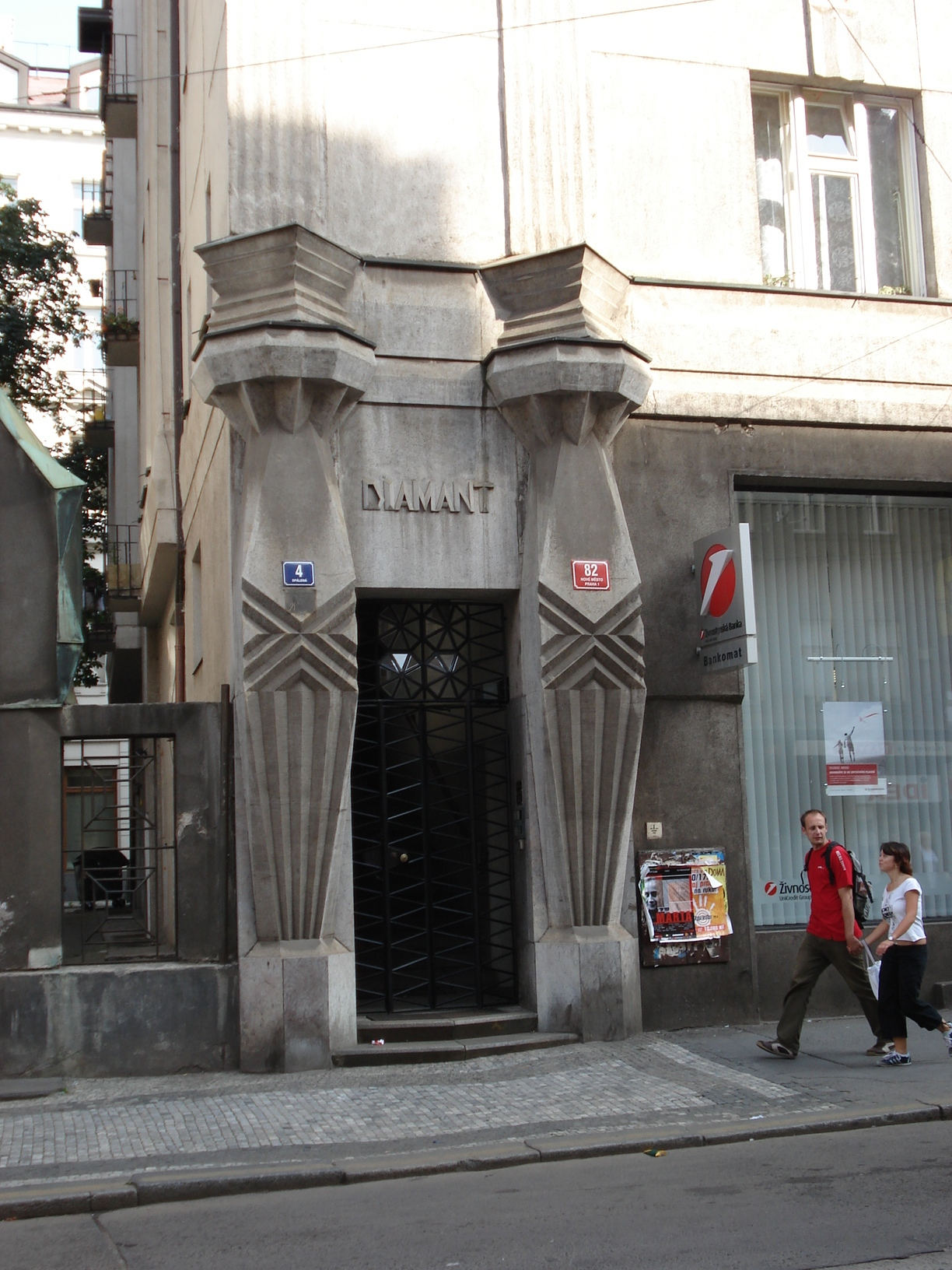
Maison "Diamant", entrée
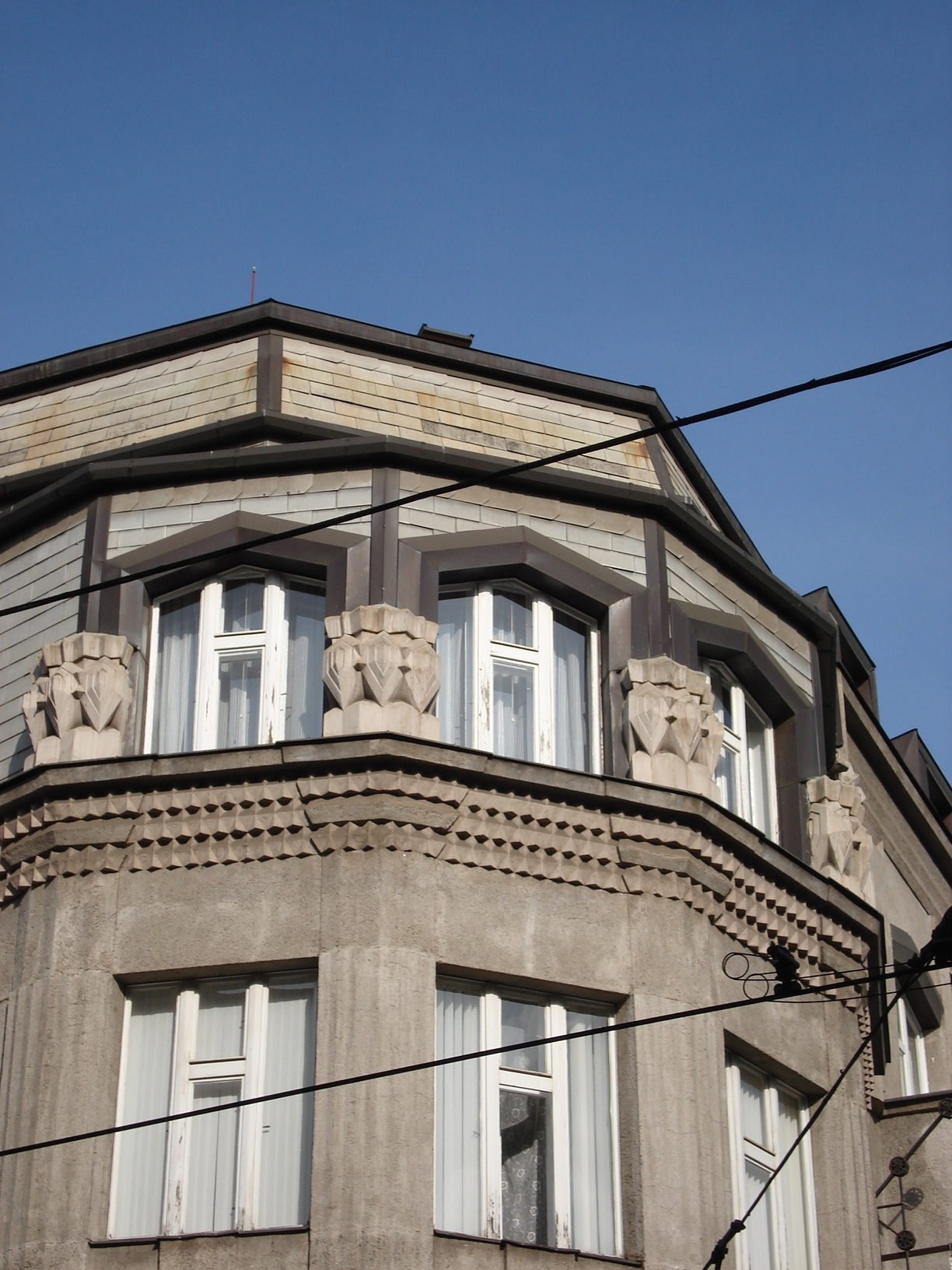
Maison "Diamant", fronton d'angle
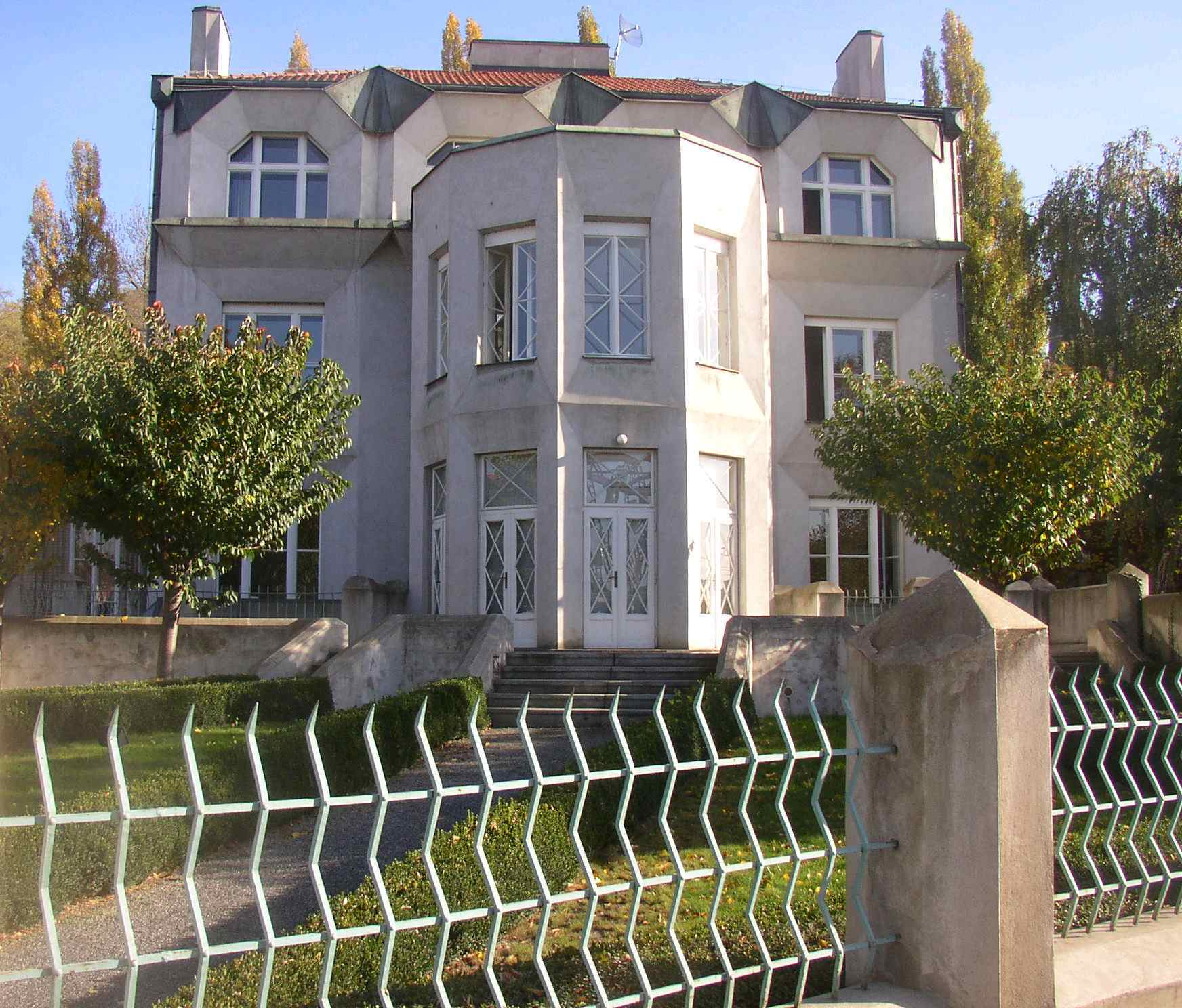
Villa cubiste dans la rue Libušina
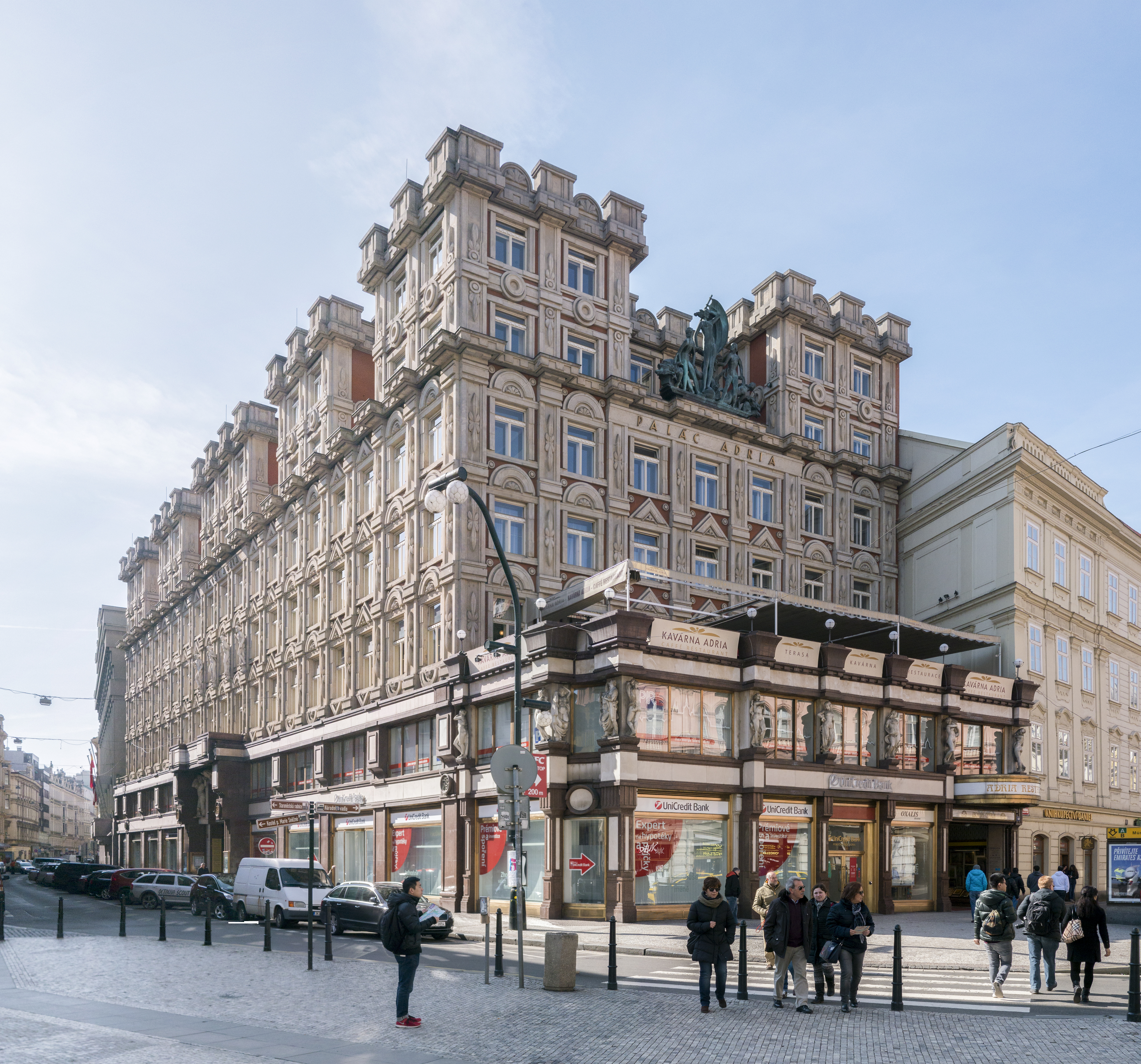
Le palais Adria, proche de la place Venceslas

De nombreuses maisons de style cubiste ont été édifiées selon les plans de Josef Chochol au quartier de Vyšehrad.
- Les trois maisons jumelées sur le quai Rašín, ont été édifiées dans les années 1912-1913 par Josef Chochol.
- Une villa dans la rue Libušina (no 49/3).
- Une maison dans la rue Neklanova.

À Hradčany, les maisons Hofman et Stach, maisons mitoyennes à trois façades et œuvres de Josef Gočár, situées dans le quartier du Château de Prague.

## Rondocubisme

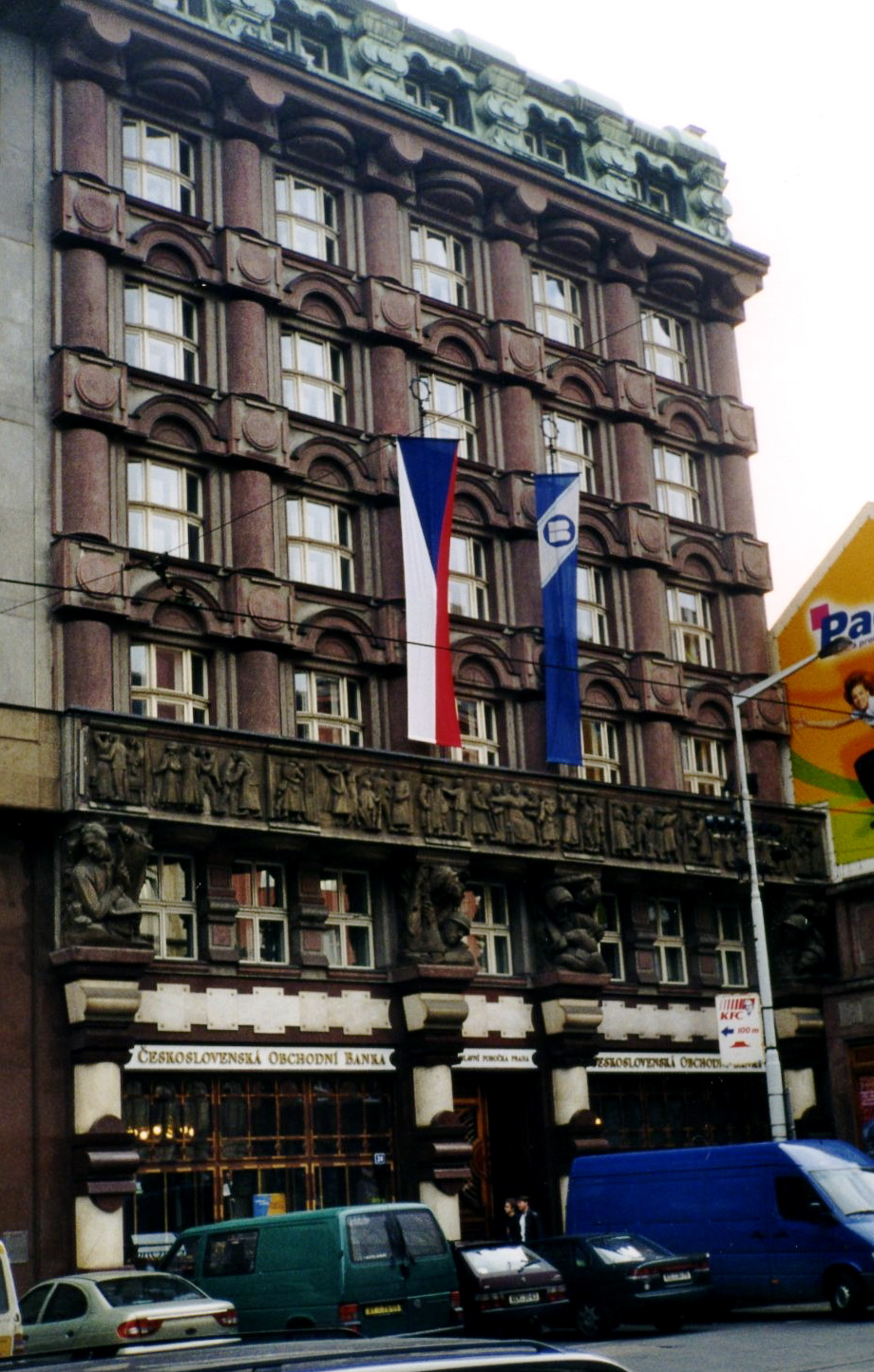
Légiobanka, un exemple du rondocubisme

Le rondocubisme tente d’intégrer dans l’architecture des caractéristiques typiquement slaves. On emploie les couleurs nationales : le rouge et le blanc. On utilise des formes massives, cylindriques, rondes, tronquées, proche des rondins de bois.
Le siège de la Légiobanka dans la rue Na Poříčí, édifiée entre 1921 et 1923, est une représentation unique du rondocubisme. Sa façade est décorée par Otto Gutfreund et J. Štursa. Le vitrail du hall, ainsi que les cartons ayant servi à la décoration picturales sont l’œuvre de F. Kysela.
Le palais Adria, édifié en 1925, par Pavel Janák et un Allemand de Prague, Joseph Zasche, sur la Jungmanovo naměstí. Il fut conçu pour la maison d'assurances Riunione Adriatica di Sicurtà. Le décor sculpté est dû à Jan Šturda et Karel Dvořák. En 1926, lors d'une conférence à Prague, Le Corbusier voit dans le palais Adria « une construction massive de caractère assyrien ».
L'immeuble rondocubiste de la rue Kamenická, œuvre de Novotný, dans le quartier Holešovice.